# Антимюллеров гормон

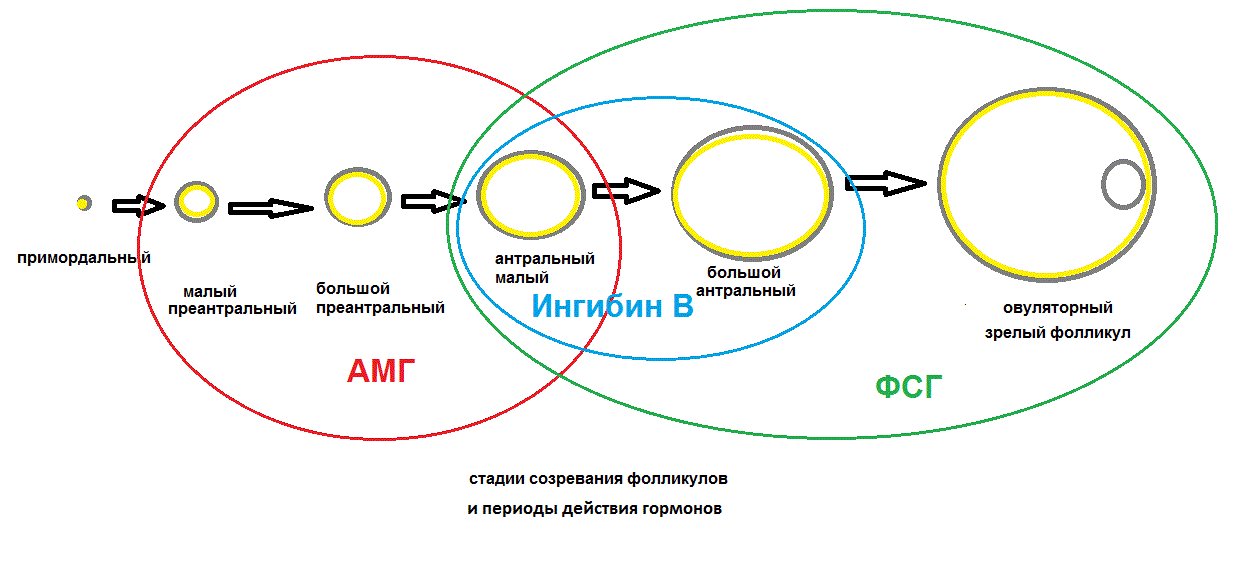
Влияние на стадии роста фолликулов гормонов АМГ, ФСГ и Ингибин В

Антимюллеров гормон (АМГ) — белковая молекула, гормон, ограничивающий процессы чрезмерного роста в репродуктивных органах мужского и женского организмов. Назван по имени немецкого ученого Иоганна Мюллера, выделившего у мужских и женских эмбрионов общую канал-трубку — мюллеров проток, из которого развиваются матка, маточные трубы и влагалище у женщин; простатическая маточка и привесок яичка у мужчин (не путать с придатком яичка, формирующимся из вольфова протока). Во время беременности на 6-й неделе начинаются заметные различия в половых органах эмбриона. На 9-й неделе мужское эмбриональное яичко выделяет АМГ, который рассасывает и превращает мюллеров проток в простатическую маточку и привесок яичка.
Структура молекулы АМГ больше, тяжелее и сложнее молекулы фолликулостимулирующего гормона (ФСГ), что в ходе эволюции преследовало цель сократить процесс фолликулообразования во времени. Обеспечивает функцию быстрого запуска и начального роста примордиальных фолликулов, а также подготовки работы яичника для работы с ФСГ. В эволюции АМГ впервые появляется у рыб в связи с приспособлением процессов размножения к условиям сезонных миграций и меняющейся температуры. Он также имеется у рептилий, птиц и млекопитающих.
В оценке фертильности женщины нельзя полагаться только на показатель АМГ. Необходимо оценивать АМГ в комплексе с другими гормонами женщины: уровнем ФСГ, ЛГ, Эстрадиолом, а также состоянием яичников по данным УЗИ.